# 新市場開發
新市場開發（英語：New market development）是一種為現有产品開發新的市场划分增長策略。在當前目標市场划分中，針對非購買的顧客服務的發展策略。